# 巴哈尔古丽·赛买提
巴哈尔古丽·赛买提（維吾爾語：باھارگۈل سەمەت‎，拉丁维文：Bahargül Semet，1960年6月—），女，维吾尔族，新疆乌什人，中华人民共和国政治人物，二级大法官，现任新疆维吾尔自治区高级人民法院院长。新疆政法干部学校司法专业、全国法院干部业余法律大学法律专业毕业。

## 生平
1977年8月参加工作。1986年7月加入中国共产党。曾任阿克苏地区中级人民法院任书记员、助审员、审判员、副庭长，中共阿克苏市委常委、纪委书记，阿克苏地区司法局党组副书记、纪检组长，阿克苏地区计生委党组书记、副主任，阿克苏地区行署副专员，中共阿克苏地委委员。
2009年任新疆维吾尔自治区人口和计划生育委员会党组副书记、主任。2014年任新疆维吾尔自治区卫生和计划生育委员会党组副书记、主任。
2018年1月任新疆维吾尔自治区高级人民法院副院长、代院长，同月当选为院长。